# NGC 6584
NGC 6584 je kuglasti skup u zviježđu Teleskopu. 

## Vanjske poveznice
- (engl.) SEDS: NGC 6584
- (engl.) Hartmut Frommert: Revidirani Novi opći katalog
- (engl.) Izvangalaktička baza podataka NASA-e i IPAC-a
- (engl.) Astronomska baza podataka SIMBAD
- (engl.) VizieR
- DSS-ova slika NGC 6584
- (engl.) Auke Slotegraaf: NGC 6584 Deep Sky Observer's Companion
- (engl.) Courtney Seligman: Objekti Novog općeg kataloga: NGC 6550 - 6599